# دونج هوي (مدينة)
دونغ هوي هي عاصمة مقاطعة كوانغ بينه وفيتنام. المدينة عن طريق البحر. مطار دونغ هوي هنا. وكان عدد السكان 103,988 نسمة في عام 2006، كانت المنطقة 154.53.
1. ↑  GeoNames (بالإنجليزية), 2005, QID:Q830106